# Hộ Hải
Hộ Hải là một xã thuộc huyện Ninh Hải, tỉnh Ninh Thuận, Việt Nam.

## Địa lý
Xã Hộ Hải nằm ở phía tây huyện Ninh Hải, có vị trí địa lý:
- Phía đông giáp xã Tân Hải
- Phía tây và phía bắc giáp xã Xuân Hải
- Phía nam giáp thành phố Phan Rang – Tháp Chàm và thị trấn Khánh Hải.

Xã có diện tích 12,11 km², dân số năm 2019 là 9.532 người, mật độ dân số đạt 787 người/km².

## Lịch sử
Ngày 13 tháng 3 năm 1979, Hội đồng Chính phủ ban hành Quyết định số 104-CP. Theo đó, tách các thôn Bà Tháp, Gò Cạn, Gò Đền của xã Hộ Hải, thôn Mỹ Nhơn của xã Xuân Hải để thành lập xã Tân Hải.
Ngày 7 tháng 7 năm 2005, Chính phủ ban hành Nghị định 84/2005/NĐ-CP. Theo đó, điều chỉnh 361 ha diện tích tự nhiên và 3.969 người của xã Hộ Hải về xã Tân Hải quản lý.
Sau khi điều chỉnh địa giới hành chính, xã Hộ Hải còn lại 1.239 ha diện tích tự nhiên và 13.469 người.